# Myori Pŏphui
Myori Pŏphui (ur. 1887, zm. 20 kwietnia 1975) – koreańska mistrzyni sŏn, jedyna, która osiągnęła status wielkich koreańskich mistrzów sŏn.

## Życiorys
Urodziła się w Gongju w prowincji Chungcheong Południowy. W wieku 3 lat trafiła do klasztoru Tonghak na górze Kyeryong po śmierci jej ojca. Przyniosła ją na plecach jej babka. Została przyjęta do pustelni Mitaam. W wieku czternastu lat stała się nowicjuszką, a mając dwadzieścia jeden lat przyjęła pełne wskazania mniszki (sans. bhikṣuni). W wieku dwudziestu pięciu lat (1912 rok) udała się do mistrza sŏn Mangongiem przebywającego w klasztorze Chŏnghye na górze Tŏksŭng, który powiedział wtedy do niej: "Wiedziałem, że nadejdzie taka medytująca osoba".
W 1916 roku w wieku dwudziestu dziewięciu lat osiągnęła głębokie oświecenie w czasie letniego odosobnienia w pustelni Kyŏnsŏng am klasztoru Sudŏk. Została pierwszą spadkobierczynią mistrza Mangonga. Jako pierwsza mistrzyni sŏn otworzyła drogę dla innych kobiet.
Została pierwsza mistrzynią sŏn w pierwszym ośrodku medytacyjnym dla mniszek w pustelni Kyŏnsŏng. Nauczała także w takich klasztorach jak Yunpil, Podŏk, Naewon na górze Chŏnsŏng, w Sŭngga i innych.
W 1967 roku powróciła jako główny mistrz do Kyŏnsŏng am.
Spała dwie godziny nawet w nocy pracując na polu. Chociaż zostawiła po sobie wiele wybitnych mniszek, nigdy nie wygłosiła mowy Dharmy, czyniąc ze swojego życia wyraz drogi Buddy.
Jej osiemdziesięciopięcioletnie oddanie klasztornemu życiu zainspirowało wiele koreańskich mniszek.
Pozostawiła po sobie dziewięć spadkobierczyń.

## Linia przekazu Dharmy zen
Pierwsza liczba oznacza liczbę pokoleń mistrzów od 1 Patriarchy indyjskiego Mahakaśjapy.
Druga liczba oznacza liczbę pokoleń od 28/1 Bodhidharmy, 28 Patriarchy Indii i 1 Patriarchy Chin.
Trzecia liczba oznacza linię przekazu w Korei. Czwarta – początek linii przekazu w USA, Polsce itd.
- 75/48/19. Kyŏnghŏ Sŏng'u (1846–1912)

- 76/49/20. Suwŏl (1855–1928) nie pozostawił następców
- 76/49/20. Hyewŏl Haemyong (1861–1937)

- 77/50/21. Unbong Sŏngsu

- 78/51/22. Hyanggok Hyerim

- 79/52/23. Chinje Pŏpwon (ur. 1934)

- 76/49/20. Hanam Chungwŏn (1876–1951)
- 76/49/20. Mangong Wŏlmyŏn (1872–1946)

- 77/50/21. Hyeam Chŏngang
- 77/50/21. Powol

- 78/51/22. Kŭmo T’aejŏn (1896–1968)

- 77/50/21. Mansŏng (1897–1975) mistrzyni sŏn
- 77/50/21. Myori Pŏphui (1887–1975) mistrzyni sŏn

- 78/51/22. Songyong (1903–1994) mistrzyni sŏn
- 78/51/22. Ch’unil mistrzyni sŏn
- 78/51/22. Suok mistrzyni sŏn
- 78/51/22. Yŏngmyŏng mistrzyni sŏn
- 78/51/22. Yŏngho mistrzyni sŏn
- 78/51/22. Hyenŭng mistrzyni sŏn
- 78/51/22. Jŏnghwa mistrzyni sŏn
- 78/51/22. Such'an mistrzyni sŏn
- 78/51/22. Sangryun mistrzyni sŏn

- 77/50/21. Haeam Hyŏnmu (1886–1985)
- 77/50/21. Paekcho (1893–1986)
- 77/50/21. Kobong Kyŏnguk (1890–1961)

- 78/51/22. Sŭngsan Haengwon (1927–2004)

- 79/52/23/1. Sŏnghyang (Barbara Rhodes) USA
- 79/52/23/1. Wubong (Jacob Perl) Niemcy, Korea

- 80/53/24/2. Bonshim (Aleksandra Porter) Polska
- 80/53/24/2. Ja An (Bogusława Malinowska) Polska/Wielka Brytania

- 79/52/23/1. Daebong Korea
- 79/52/23/1. Wukwang (Richard Shrobe) USA
- 79/52/23/1. Daekwang USA

- 80/53/24/2. Bonyo (Grażyna Perl) Francja

- 79/52/23/1. Haekwang (Stanley Lombardo) USA
- 79/52/23/1. Bonhaeng (Mark Houghton) USA
- 79/52/23/1. Bonyŏn (Jane McLaughlin-Dobisz) USA
- 79/52/23/1. Bonsŏng (Jeff Kitzes) USA
- 79/52/23/1. Daekwan Hongkong mistrzyni sŏn
- 79/52/23/1. Daejin Korea
- 79/52/23/1. Chong Gak Shim Korea
- 79/52/23/1. Dae Sŏn Haeng Korea